# Instrument científic

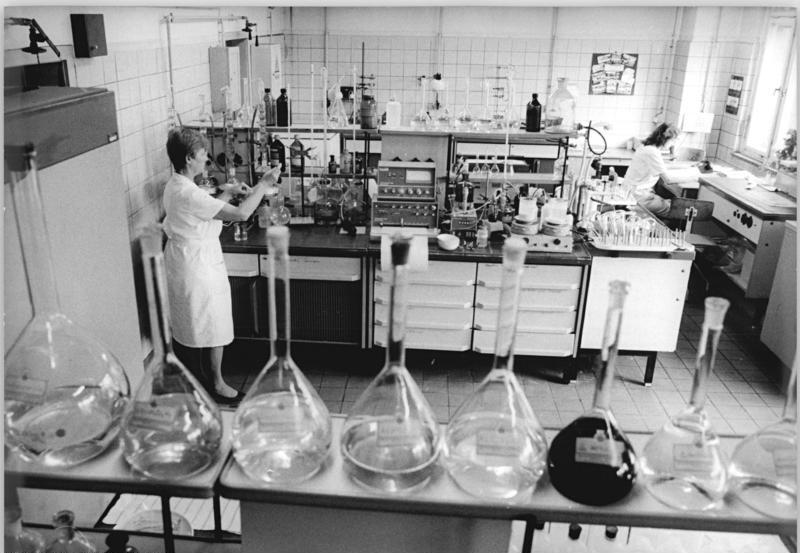
Un laboratori amb diversos instruments científics.

Un instrument científic és un aparell o dispositiu que està específicament dissenyat, construït i sovint refinat a través del mètode d'assaig i error per ajudar a la ciència. Específicament, els instruments científics serveixen per buscar, adquirir, mesurar, observar i emmagatzemar dades reproduïbles i verificables. Per al seu funcionament s'aplica algun principi físic, relació, o tecnologia.
Les dades subministrades per un instrument científic són, en general, conjunts de mesures numèriques que ens donen informació sobre propietats o fenòmens relatius a observacions o experiments de diversos aspectes de la realitat. Per això els instruments científics podrien classificar-se en instruments de mesura (com el cronòmetre), instruments d'observació (com el microscopi) o instruments que permeten dues coses (com l'espectrofotòmetre).
Els primers instruments científics van sorgir al segle xvii i es van multiplicar en funcions, precisió i usos, amb el desenvolupament de la ciència en els segles posteriors.
Sovint es denominen amb els sufixos -scopi (perquè veuen alguna cosa), -metre (perquè mesuren alguna cosa) o -tró (instruments complexos moderns, com el ciclotró).

## Característiques i funcions
L'evolució dels instruments científics ha permès l'augment del grau d'exactitud i precisió de les mesures que realitzen, ja siguin les variables independent o dependents, durant observacions empíriques o procediments experimentals basats en el mètode científic i respectant un disseny experimental predefinit.
Són part de l'equipament de laboratori, però es consideren més sofisticats i més especialitzats que altres instruments de mesura com balances, cintes mètriques, cronòmetres, termòmetres o fins i tot generadors d'energia o de forma d'ona. Estan cada cop més basats en la integració d'equips per millorar i simplificar el control, millorar i ampliar les funcions instrumentals, les condicions, els ajustos de paràmetres i dades de mostreig, la recol·lecció, la resolució, l'anàlisi (durant i després del procés), l'emmagatzematge i la recuperació d'aquestes dades.
Els instruments individuals també poden estar connectats en una xarxa d'àrea local (LAN) i fins i tot estar integrats com a part d'un sistema de gestió de la informació de laboratori (LIMS). A més a més, alguns poden accedir a través Internet a bases de dades de propietats físiques, per comparar els resultats obtinguts i realitzar una anàlisi avançada dels resultats, fins i tot permetent la difusió i compartició de les dades obtingudes.
Alguns instruments científics tenen una mida gran, com és el cas dels grans col·lisionadors de partícules els quals les seves circumferències mesuren desenes de quilòmetres. Altrament, també existeixen instruments científics i d'investigació de dimensió reduïda, una gran part d'ells en el camp de la medicina, especialment en l'àrea del diagnòstic i la projecció d'imatge no invasiva. S'estan investigant dispositius nanomètrics per interaccionar amb el cos humà a nivell microscòpic.
Existeixen instruments científics en totes les àrees i escenaris de la ciència. Es poden trobar en qualsevol laboratori del món, fins i tot a bord de coets, satèl·lits artificials o vehicles d'exploració planetària controlats a gran distància per ràdio.

## Història dels instruments científics

### Seglexvii
Els primers instruments científics van ser dissenyats per millorar les observacions i en certa manera resulten hereus del mètode científic. Els binocles de Galileu (1609) com la invenció del telescopi poden considerar-se un dels primers artefactes específicament dissenyats per millorar la producció científica de l'època. A aquests els van seguir la brúixola i altres instruments de topografia i geografia, sempre dins del segle xvii. També pertanyen a aquest segle el baròmetre, el metre, la balança hidroestàtica i el termòmetre.

### Seglexviii
A principis de segle es considerava que hi havia tres classes d'instruments:
- Matemàtics: útils en astronomia, navegació, arquitectura i mesura del temps.
- Òptics: continuadors del telescopi i microscopi descoberts un segle abans.
- Filosòfics: permetien demostracions sobre filosofia natural: bomba pneumàtica, aparell electroestàtic, màquina elèctrica, etc.

Durant aquest segle hi hagué una gran diversificació, millora i augment del catàleg instrumental disponible d'observació i mesura, especialment a Anglaterra. El 1727 George Graham construí un sector zenital per a l'observatori de James Bradley.

### Seglexix
Els instruments es fan cada vegada més precisos i sofisticats. Deixen de ser una mera extensió dels sentits per esdevenir la interfície necessària per obtenir les dades necessàries que no són accessibles directament. La producció d'instruments científics es desplaça a França (París) i Suïssa (Ginebra).

## Llista d'instruments científics
Per a cada un dels instruments que figuren a continuació s'indica l'àrea científica en què s'empra i la magnitud que mesuren.
- Acceleròmetre, física, acceleració.
- Amperímetre, electricitat, intensitat de corrent.
- Peu de rei, palmer, esferòmetre, física, petites longituds.
- Calorímetre, Termologia, calor.
- Seqüenciador d'ADN, biologia molecular.
- Dinamòmetre, física, parell de forces.
- Electroscopi, electricitat, càrrega elèctrica.
- Gravímetre, física, acceleració de la gravetat.
- Inclinòmetre, inclinació o pendent.
- Interferòmetre, òptica, espectres de llum infraroja, visible, etc.
- Magnetògraf, magnetisme, camp magnètic.
- Espectròmetre de massa, química, identificació de compostos i caracterització.
- Micròmetre, la distància.
- Microscopi, magnificació òptica.
- Espectròmetre de RMN, la identificació del compost químic, la projecció d'imatge de diagnòstic mèdic.
- Òhmmetre, resistència elèctrica/impedància.
- Oscil·loscopi, voltatge del senyal elèctric, l'amplitud, longitud d'ona, freqüència, forma d'ona/patró.
- Sismòmetre, acceleració.
- Espectrograma, la freqüència del so, longitud d'ona, amplitud.
- Espectròmetre, freqüència de la llum, longitud d'ona, amplitud.
- Telescopi.
- Hubble, ampliació de llum (astronomia).
- Temps de vol de l'espectròmetre de masses, l'espectròmetre de masses.
- Teodolit, topografia, angles.
- Termoparell, temperatura.
- Voltímetre, voltatge.
- Ordinador